# Gymnoscelis polyodonta
Gymnoscelis polyodonta är en fjärilsart som beskrevs av Swinhoe 1895. Gymnoscelis polyodonta ingår i släktet Gymnoscelis och familjen mätare. Inga underarter finns listade i Catalogue of Life.